# Сосновка (Тереньгульский район)
Сосно́вка (чув. Кокка) — село в Тереньгульском районе Ульяновской области. Входит в состав Белогорского сельского поселения.

## История
Село впервые упоминается в документах, относящихся к 1747 году и именовалось Верхние Коки. Но есть мнение, что село ещё древнее, как минимум на сто лет. Предполагается, что первыми поселенцами были калмыки, но вскоре они откочевали. По местной легенде село основали два брата чувашина. Старший брат поселился в верховьях реки, младший — ниже по течению. Потом поселились мордва и русские, последние позже омордвинились.
Село Сосновка (Верхние Коки) двунациональное, чувашско-мордовское. По соседству расположено мордовское село — Белогорское (Нижние Коки), в 3 км ниже по течению реки Кока.
В 1780 году, при создании Симбирского наместничества, село Верхняя Коки, крещёной мордвы, при речке Коке, из Саранского уезда вошло в состав Сенгилеевского уезда.
В 1859 году деревня Верхние Коки входила в 1-й стан Сенгилеевский уезд Симбирская губерния.
В 1862 году прихожанами был построен деревянный храм, с двумя престолами: главный (холодный) во имя Живоначальные Троицы и в приделе (тёплый) — во имя Архистратига Божия Михаила.
В 1960 году указом Президиума Верховного Совета РСФСР село Верхние Коки переименовано в Сосновку.

## Население
| 2010 |
| ---- |
| 668  |

## Достопримечательности
- Обелиск (1986 г.)[7]